# Il grande trasporto
Il grande trasporto (Veliki transport) è un film del 1983 diretto da Veljko Bulajić.

## Trama
Nel maggio del 1943, il quartier generale dei partigiani a Vojvodina decide di mandare rinforzi ai combattenti ormai stremati nella Bosnia orientale. Un convoglio di più di mille volontari che portano cibo, abiti e medicini, guidati da Pavle Paroski, parte così alla volta di una pericolosa missione.